# Alessandro Montagnoli
Alessandro Montagnoli (Isola della Scala, 28 marzo 1973) è un politico italiano.

## Biografia

### L'esperienza in Comune e l'elezione a sindaco
Nel 1995 viene nominato assessore della giunta di Gianfranco Quinto, prima amministrazione targata Lega Nord nel comune di Oppeano. Nel 1999, alle successive elezioni, il sindaco uscente si riconferma e Montagnoli diventa vicesindaco. Nel 2003 Quinto si dimette e la giunta decade, sostituita per sette mesi da una gestione commissariale.
Nel 2004 Montagnoli viene eletto alla carica di sindaco di Oppeano candidatosi con la Lega. Venne rieletto nel 2009 e il suo mandato termina definitivamente nel 2014. Successivamente ricopre per un anno la carica di vicesindaco nell'amministrazione del nuovo primo cittadino Pier Luigi Giaretta. Viene eletto nuovamente consigliere comunale nel 2019.

### Elezione a deputato
Alle elezioni politiche del 2008 viene eletto deputato della XVI legislatura della Repubblica Italiana nella circoscrizione VII Veneto per la Lega Nord. Alle elezioni politiche del 2013 non è stato rieletto.

### Elezione a consigliere regionale e mancata ricandidatura
Alle elezioni regionali in Veneto del 2015 viene eletto consigliere regionale della Regione Veneto nella lista Lega Nord (circoscrizione di Verona). Ricopre l'incarico di segretario della II Commissione (politiche del territorio, infrastrutture trasporti e lavori pubblici, politiche dell'ambiente, difesa del suolo e attività estrattive, politiche forestali e dell'energia). Ricopre inoltre l'incarico di componente della I commissione (politiche istituzionali, politiche dell'Unione europea e relazioni internazionali, politiche di bilancio e di programmazione).
Nell'agosto del 2020 l'INPS comunica pubblicamente che alcuni parlamentari e 2000 tra amministratori regionali e locali avrebbero fatto richiesta del sussidio mensile di 600 euro messo a punto per sostenere i lavoratori autonomi che versavano in difficoltà economica durante il lockdown imposto tra marzo e maggio dall'emergenza COVID-19; la misura, aperta a tutti senza limiti di reddito per ragioni di agilità, era però stata pensata per coloro che versavano in condizioni di difficoltà economica. Montagnoli, ammettendo di averne beneficiato, racconta che la domanda sarebbe stata compilata dalla moglie e che la somma percepita sarebbe stata devoluta in beneficenza. Nonostante le spiegazioni date il suo partito decide di non ricandidarlo alle elezioni in programma pochi mesi dopo per il rinnovo degli organi politici regionali.